# Romantyczna pułapka
Romantyczna pułapka (ang. Libeled Lady) – amerykański film z 1936 roku w reżyserii Jacka Conwaya.

## Obsada
- Jean Harlow jako Gladys Benton
- William Powell jako Bill Chandler
- Myrna Loy jako Connie Allenbury
- Spencer Tracy jako Warren Haggerty
- Walter Connolly jako James B. Allenbury
- Charley Grapewin jako Hollis Bane
- Cora Witherspoon jako pani Burns-Norvell
- E.E. Clive jako Evans
- Bunny Beatty jako Babs Burns-Norvell
- Otto Yamaoka jako Ching
- Charles Trowbridge jako Graham
- Spencer Charters jako sędzia
- George Chandler jako goniec
- Billy Benedict jako Johnny
- Gwen Lee jako telefonistka
- Hattie McDaniel jako pokojówka w Grand Plaza Hall (niewymieniona w czołówce)

## Nagrody i nominacje
| Nazwa nagrody | Wygrane            | Nominacje                                         |
| ------------- | ------------------ | ------------------------------------------------- |
| Oscar         | 1937 bez rezultatu | 1937 Najlepszy film wytwórnia Metro-Goldwyn-Mayer |